# رزغاه (زلاغي الغربي)
رزغاه (بالفارسية: رزگه) هي قرية تقع في إيران في قسم زلاغي الغربي الریفي. يقدر عدد سكانها بـ 45 نسمة .